# Steve Salmons
Steven Edward Salmons (St. Joseph, 3 de julho de 1958) é um ex-jogador de voleibol dos Estados Unidos que competiu nos Jogos Olímpicos de 1984.
Em 1984, ele fez parte do time americano que conquistou a medalha de ouro no torneio olímpico, no qual atuou em quatro partidas.